# Alfaraz de Sayago
Alfaraz de Sayago és un municipi de la província de Zamora a la comunitat autònoma de Castella i Lleó.

## Demografia
| 1991 | 1996 | 2001 | 2004 |
| ---- | ---- | ---- | ---- |
| 259  | 232  | 197  | 194  |

## Personatges il·lustres
- Ramiro Ledesma Ramos, fundador de les JONS.